# 老街站 (越南)
老街站（越南语：／*/?）是越南老街省老街市的一個鐵路車站，有河老鐵路經過，為越南鐵路對接中國鐵路的國境車站，與之相鄰的河口站之間是中越國界。